# Fairlight: A Prelude
Fairlight: A Prelude, sulle copertine soltanto Fairlight o anche sottotitolato The Light Revealed in alcune edizioni, è un videogioco di avventura dinamica pubblicato nel 1985 per ZX Spectrum e nel 1986 per Amstrad CPC, Amstrad PCW e Commodore 64 dall'etichetta The Edge, allora appartenente a Softek.
Fu seguito da Fairlight: A Trail of Darkness nel 1986, ma solo per Spectrum e Amstrad. La serie, di due capitoli, è intitolata Chronicles of the Land of Fairlight.

## Modalità di gioco
Il giocatore controlla l'avventuriero Isvar in uno scenario fantasy medievale, perlopiù all'interno di un castello, con l'obiettivo di recuperare il Libro della Luce e liberare il mago prigioniero.
Isvar si avventura in un ambiente labirintico, formato da schermate fisse interconnesse, con visuale isometrica a orientamento diagonale.
Il colore delle schermate, monocromatiche su Spectrum e Commodore, identifica il tipo di luogo, ad esempio gli esterni sono azzurri.
Isvar può camminare nelle quattro direzioni, saltare, combattere con la spada e raccogliere o spostare oggetti. Ogni oggetto raccolto può essere di utilità pratica o magica ed è selezionabile e utilizzabile quando il giocatore lo richiede. L'inventario degli oggetti trasportati ha capienza limitata, e alcuni per via del loro maggiore peso possono occupare più spazio nonché rallentare il personaggio. Oggetti più grandi come il mobilio si possono solo spingere o trascinare.
In ogni stanza si possono incontrare vari tipi di nemici tra cui soldati, troll, figure incappucciate e piccole trombe d'aria. Alcuni non possono essere uccisi con la spada e vanno evitati. Il giocatore ha a disposizione una sola vita e una quantità di energia vitale che si riduce al contatto con i nemici, misurata in centesimi e ricaricabile grazie alle cibarie.

## Accoglienza
Fairlight ottenne molte ottime recensioni dalla stampa, tra cui un titolo di "gioco caldo" da Zzap! e di "a Crash smash" da Crash. Spesso viene paragonato al filone di giochi iniziato con Knight Lore, ma con maggior spessore e maggiore qualità della grafica tridimensionale. Come principale difetto viene evidenziata la lentezza della grafica, nelle animazioni quando la stanza è affollata e nei tempi di generazione delle schermate.